# دوره تصدی
دوره تصدی (انگلیسی: Term of office) دوره انتخاباتی یا دوره پارلمانی، مدت زمانی است که یک فرد در یک سمت انتخابی خاص خدمت می‌کند. در بسیاری از حوزه‌های قضایی، محدودیت مشخصی برای مدت زمان تصدی وجود دارد، پیش از آنکه صاحب سمت مجبور به انتخاب مجدد شود. برخی از حوزه‌های قضایی، محدودیت‌های دوره‌ای را اعمال می‌کنند و حداکثر تعداد دوره‌هایی را که یک فرد می‌تواند در یک سمت خاص داشته باشد، تعیین می‌کنند.